# Viticulture en Camargue

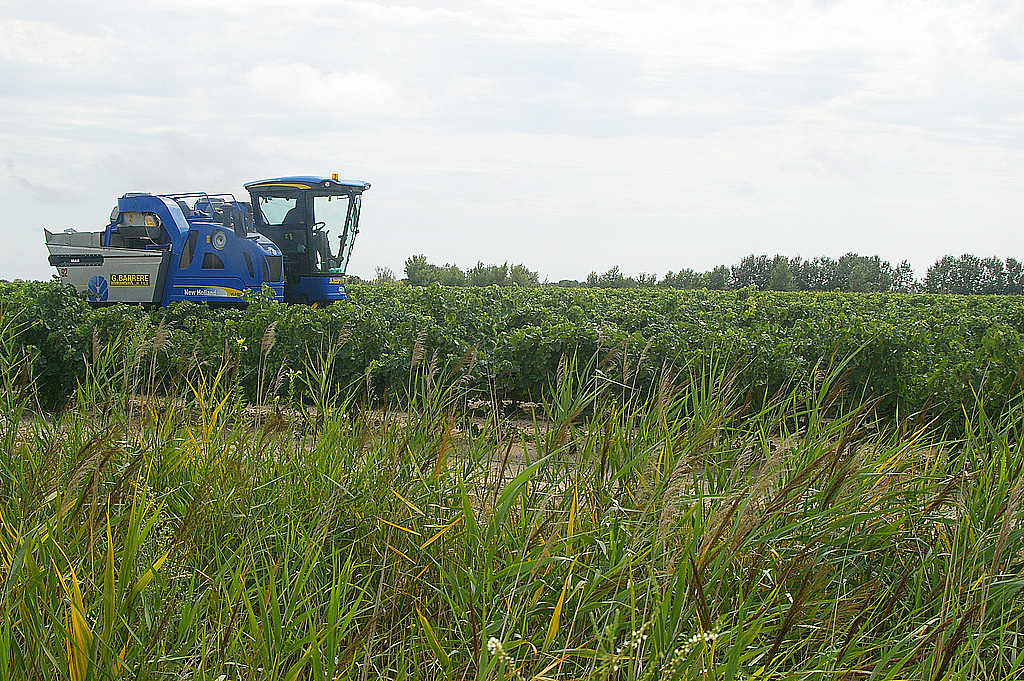
Viticulture en Camargue : récolte à la machine à vendanger

La viticulture en Camargue, connue dès le XVe siècle autour d'Aigues-Mortes, s'est fortement développée entre la fin du XIXe et la première moitié du XXe siècle. Elle eut même la réputation d'être une productrice industrielle de vin. Son essor fut consécutif à l'apparition du phylloxera, dont les terres camarguaises furent exemptées tant grâce à leurs sables où l'insecte ne peut survivre qu'à leur irrigation qui le noie. Ce type de viticulture de substitution recula devant la riziculture et laissa place à des vignobles plus adaptés en particulier en Petite Camargue. Nombre de producteurs se sont orientés vers la mise en marché de vins issus de la viticulture biologique

## Les prémices
|  |  |

Au XIVe siècle, les vins de Saint-Gilles et de la Costière sont parmi les plus prisés de la Cour pontificale d’Avignon. Jean XXII fait venir son « vin nouveau » de Saint-Gilles et Beaucaire. Quand, en 1367, Urbain V quitte Avignon pour Rome il se fait envoyer par le port d’Arles une cargaison de vin de la Costière et de Beaune. De retour en Avignon, Grégoire XI fit lui aussi approvisionner ses celliers par les vins de Saint-Gilles et la Costière. 
Si durant tout le Moyen Âge les vins provenant de ce terroir furent considérés à l'égal de ceux de Beaune, c'est qu'ils étaient produits avec un cépage exceptionnel le mourvèdre appelé alors « plant de Saint-Gilles ». Le cépage vaccarèse ou brun argenté, qui est l'un des treize cépages de châteauneuf-du-pape est aussi connu sous les noms de Camarèse (à Chusclan), Camares du Gard, Madeleine, Vaccareso et Vakarez bekannt. Il est probablement originaire de la Camargue et des rives de l'étang de Vaccarès.
La culture de la vigne en Petite Camargue est attestée par des lettres de 1406 et de 1431. Paraphées par les rois Charles VI et Charles VII, elles règlementaient la vente des vins produits sur le territoire d’Aigues-Mortes.
Au cours des années 1880, la Compagnie des Salins du Midi plante des vignes sur les lidos sableux qu'elle possède entre Aigues-Mortes et les Saintes-Maries-de-la-Mer. Ce vignoble franc de pied est protégé par le sable du phylloxéra qui ravage tous les autres vignobles. Un vin d'Aigues-Mortes est présenté en 1897 au Concours général agricole de Paris sous la marque « Exploitation de Vignoble de Sables ».

## Essor et régression

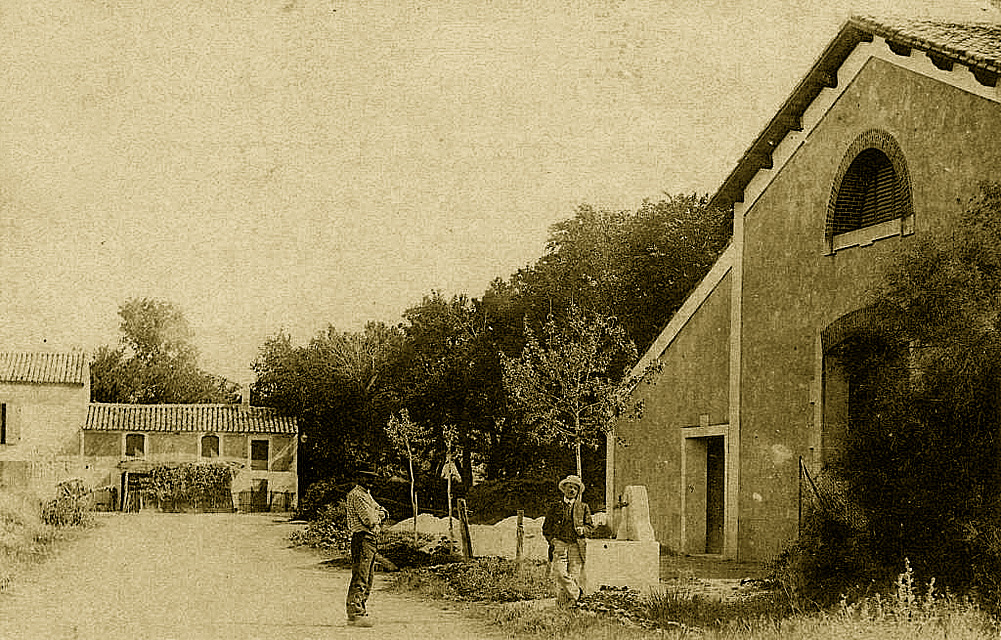
Cave Couderc à Saliers

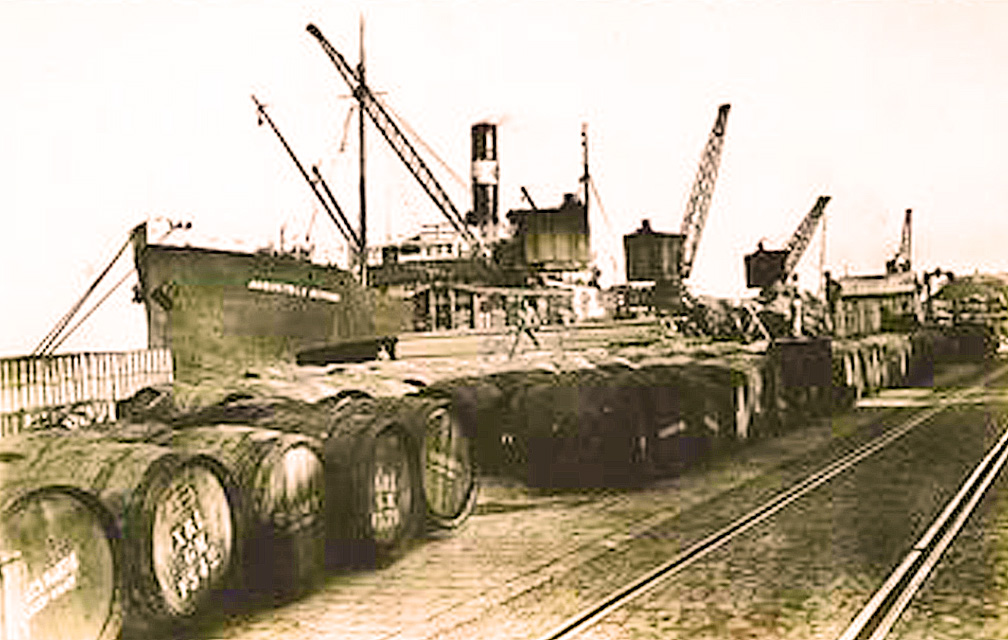
Expédition de vin de Camargue par Port-Saint-Louis-du-Rhône

De 1870 à 1943, la viticulture a connu en Grande Camargue une période florissante. Elle le dut à l'invasion du phylloxera. Parmi les moyens de lutte contre cet insecte le plus efficace était d'inonder les vignes pendant 40 à 50 jours. La Camargue où l'endiguement venait d'être terminé, où canaux d'irrigation et d'assainissement et stations de pompage étaient opérationnels s'y prêta facilement.
Après avoir connu une extension maximum dans les années 1930, avec près de 8 000 hectares, le vignoble camarguais régressa face au développement de la culture du riz, à partir de 1942. La vigne n'en demeure pas moins présente.
Au cours des années 1950, le vignoble s'étendait encore sur une grande partie du delta. Son importance était telle qu'un auteur de l'époque nota : « La Camargue est productrice industrielle de vin, je dis bien industrielle : alors que 61 % des vignes provençales ont moins de 5 hectares, ici c'est l'inverse, la majorité des exploitations ont au moins 20 hectares. Pas de clos, d'immenses perspectives en V, mers de vignes où les tracteurs naviguent ». 
Un des plus grands domaines fut le Mas de la Cure, propriété viticole du Château d'Avignon. Cette exploitation, au XIXe siècle,  couvrait un tiers de la Grande Camargue. Elle employa à l'année des dizaines de familles d'ouvriers agricoles venus du Gard, de Lozère, d'Aveyron, d'Italie ou d'Espagne. Ses 287 hectares actuels ont été acquis par le Conservatoire du littoral en 1985.

## Vignoble actuel
Dans ce secteur, au début du XXIe siècle, la vigne ne concerne plus que quelques centaines d'hectares surtout entre la route d'Arles à Saint-Gilles et le Petit-Rhône. Des domaines comme celui de L'Isle Saint-Pierre, au Mas-Thibert, sur le Grand-Rhône sont devenus une exception. Créé en 1927,  il s’étend, aujourd’hui, sur 170 hectares.

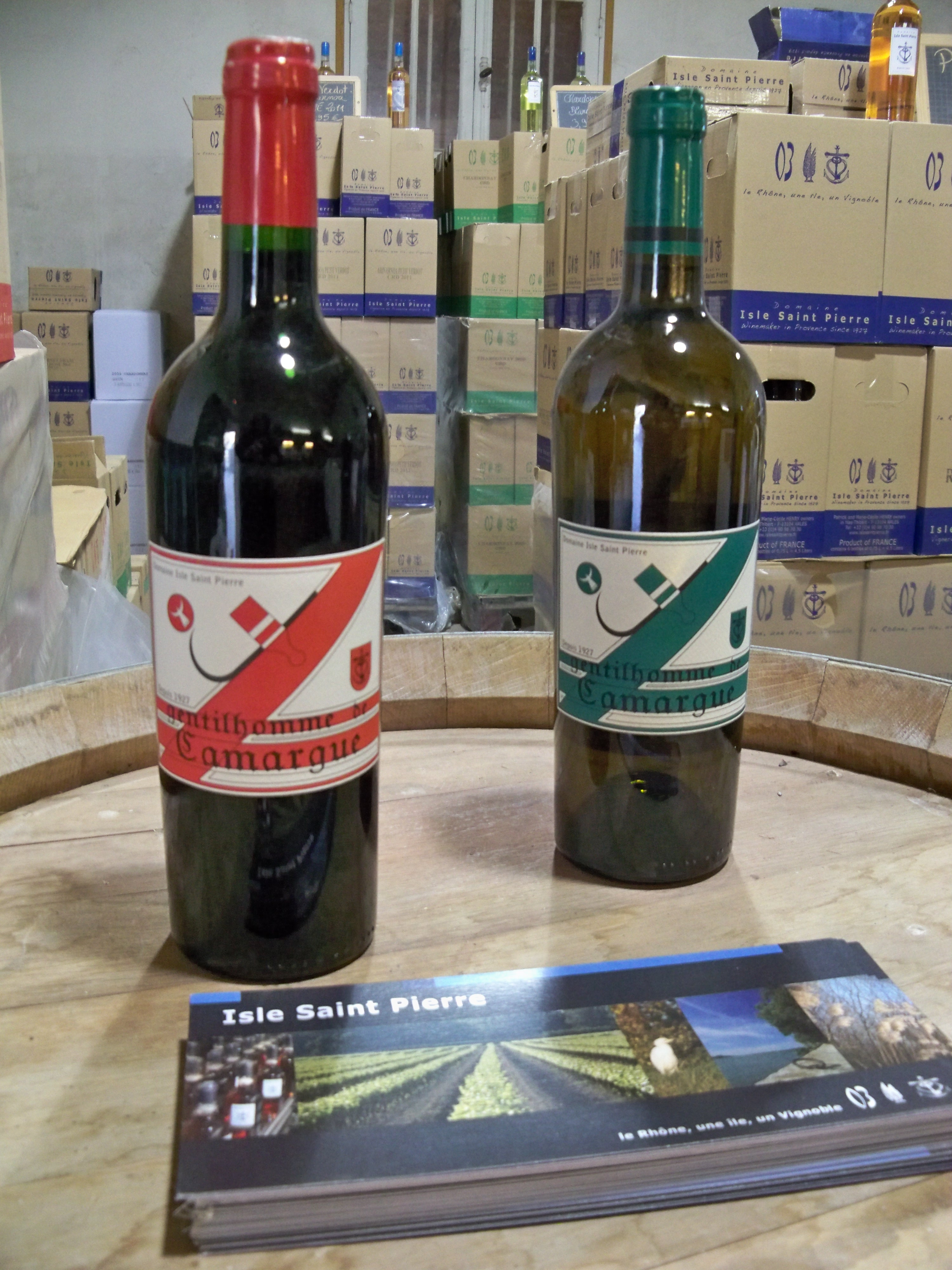
Vins de Camargue
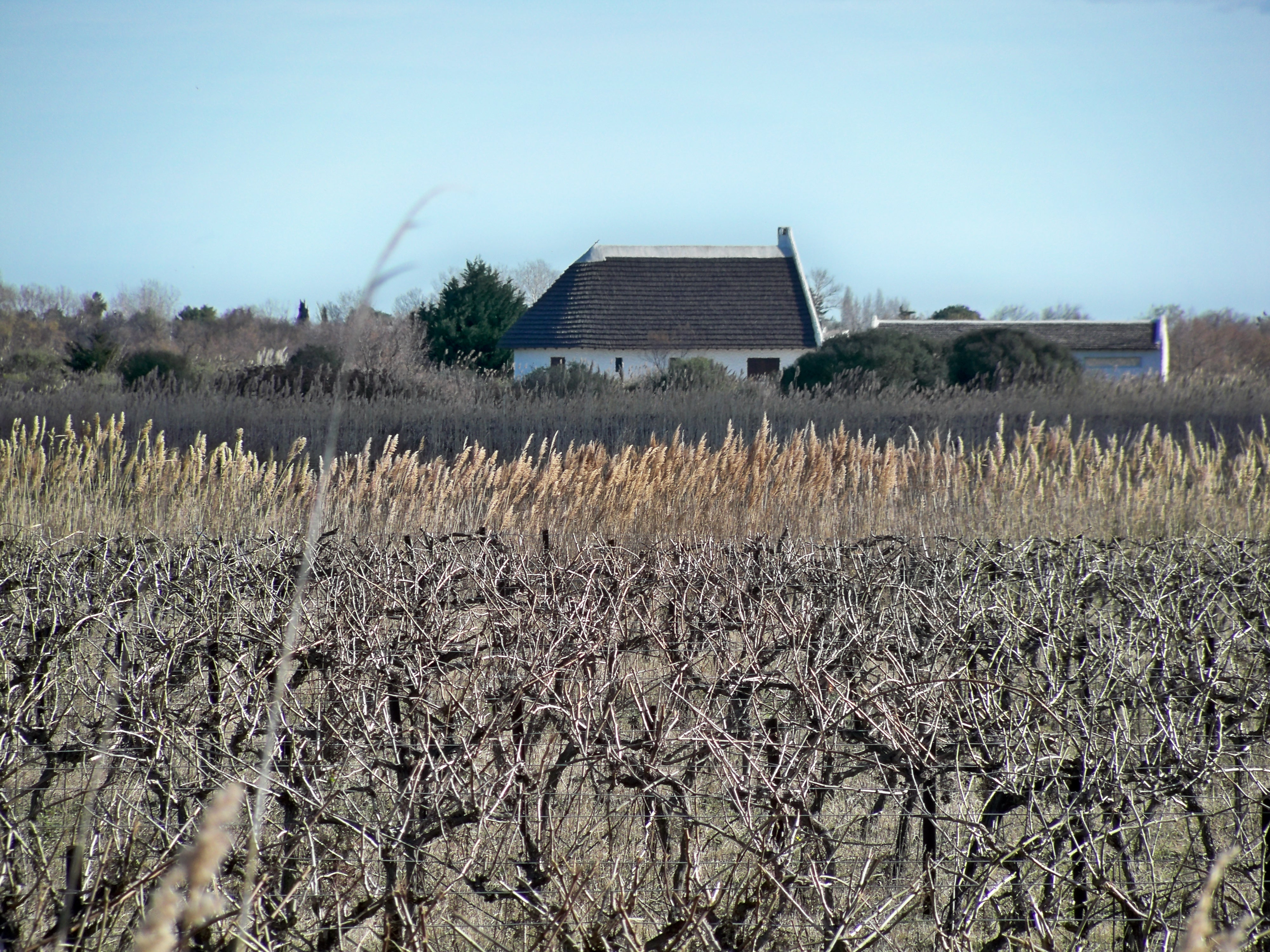
Vignoble et cabane de gardian
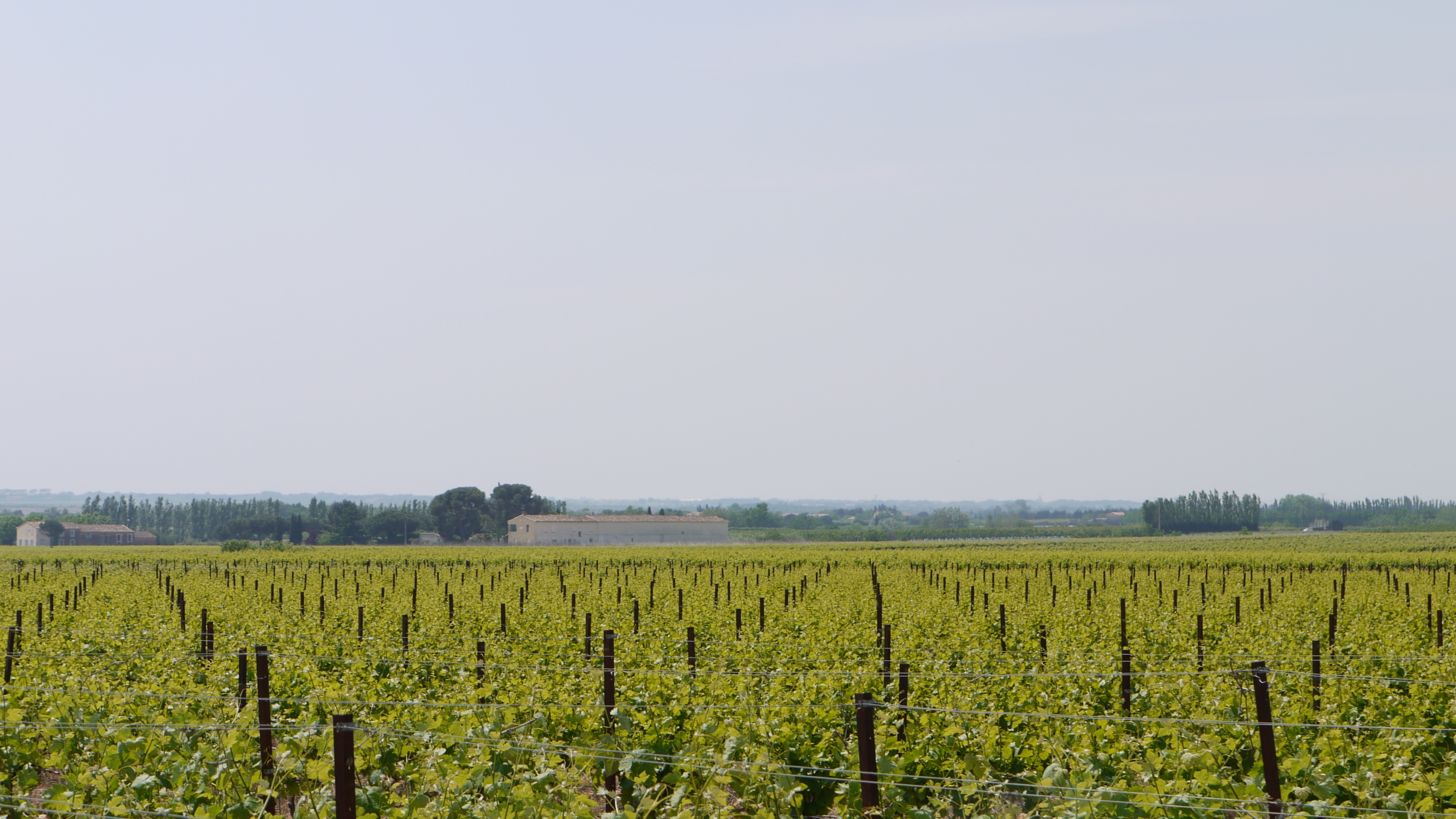
Vignes en Petite Camargue
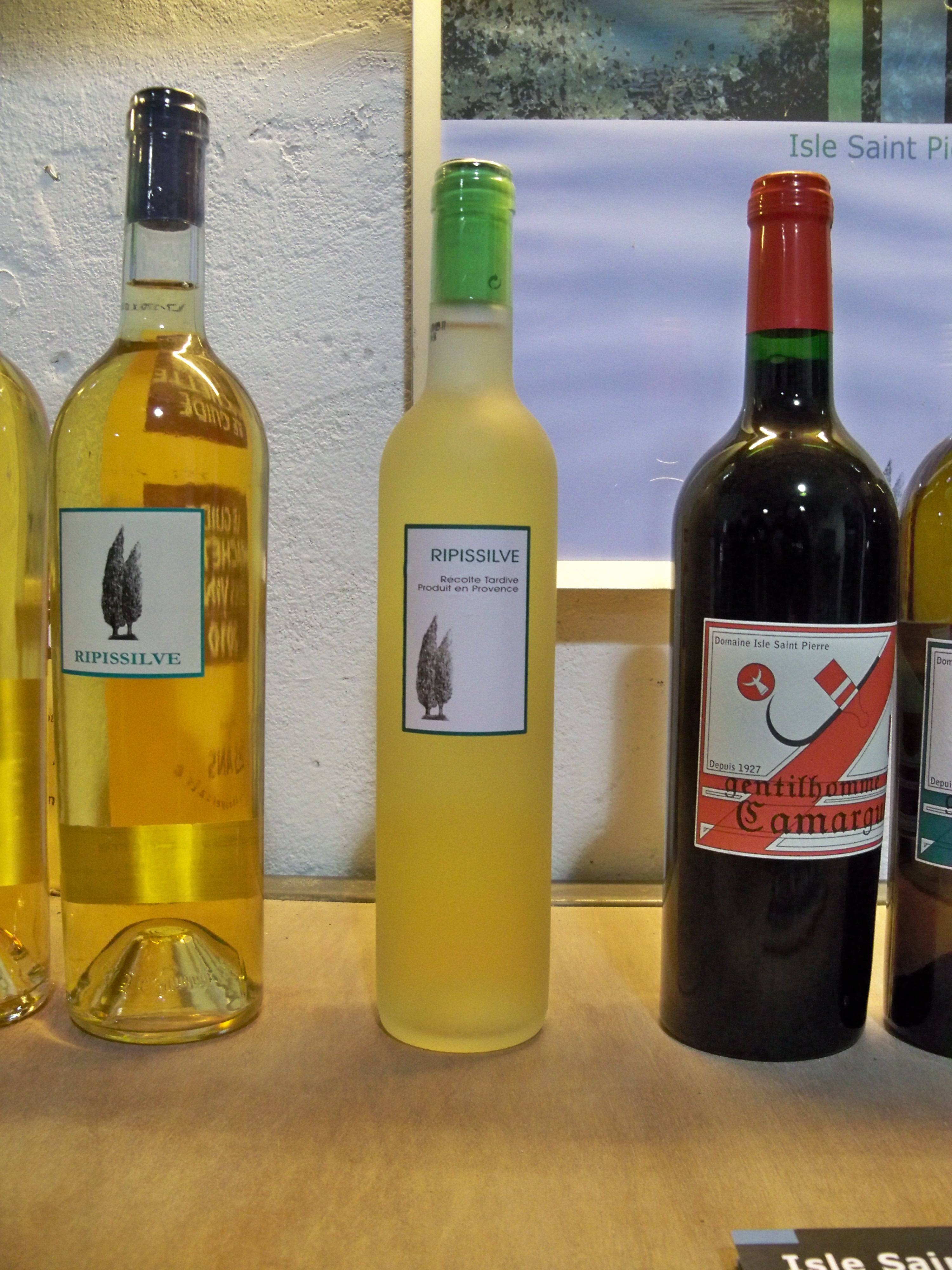
Vins de vendanges tardives

Une exposition :  Les pieds dans l’eau... viticulture en Camargue, a été organisée du 14 mars 2009 au 31 décembre 2009 à Salin-de-Giraud, au Musée de la Camargue. Elle a mis en exergue la production actuelle de vins de qualité souvent issus de l’agriculture biologique, sous la marque Parc naturel régional de Camargue.

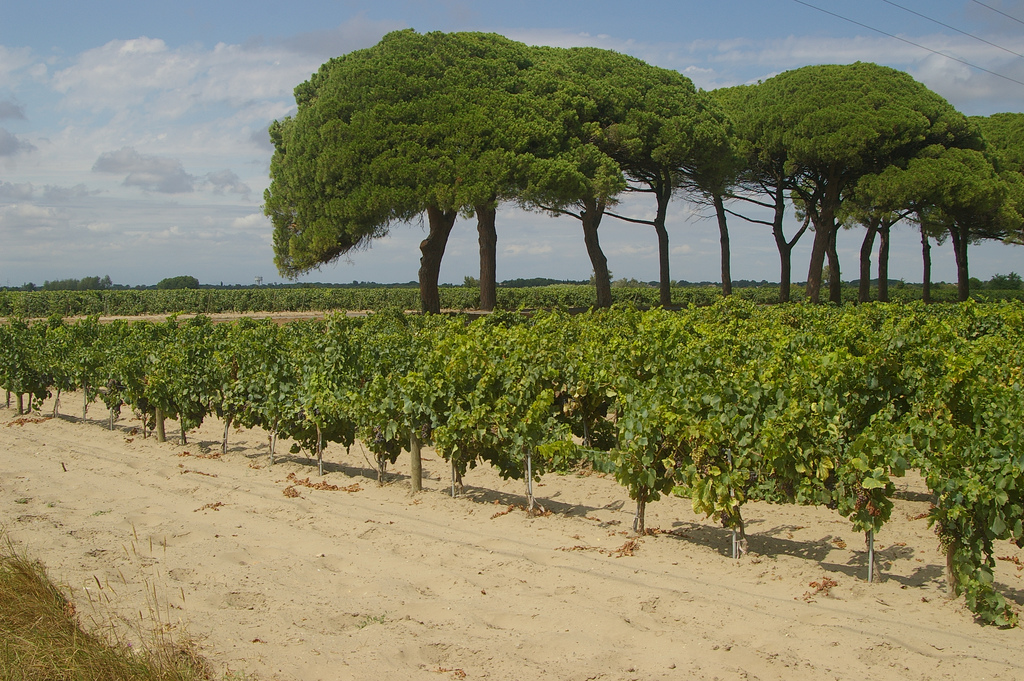
Vignoble des sables

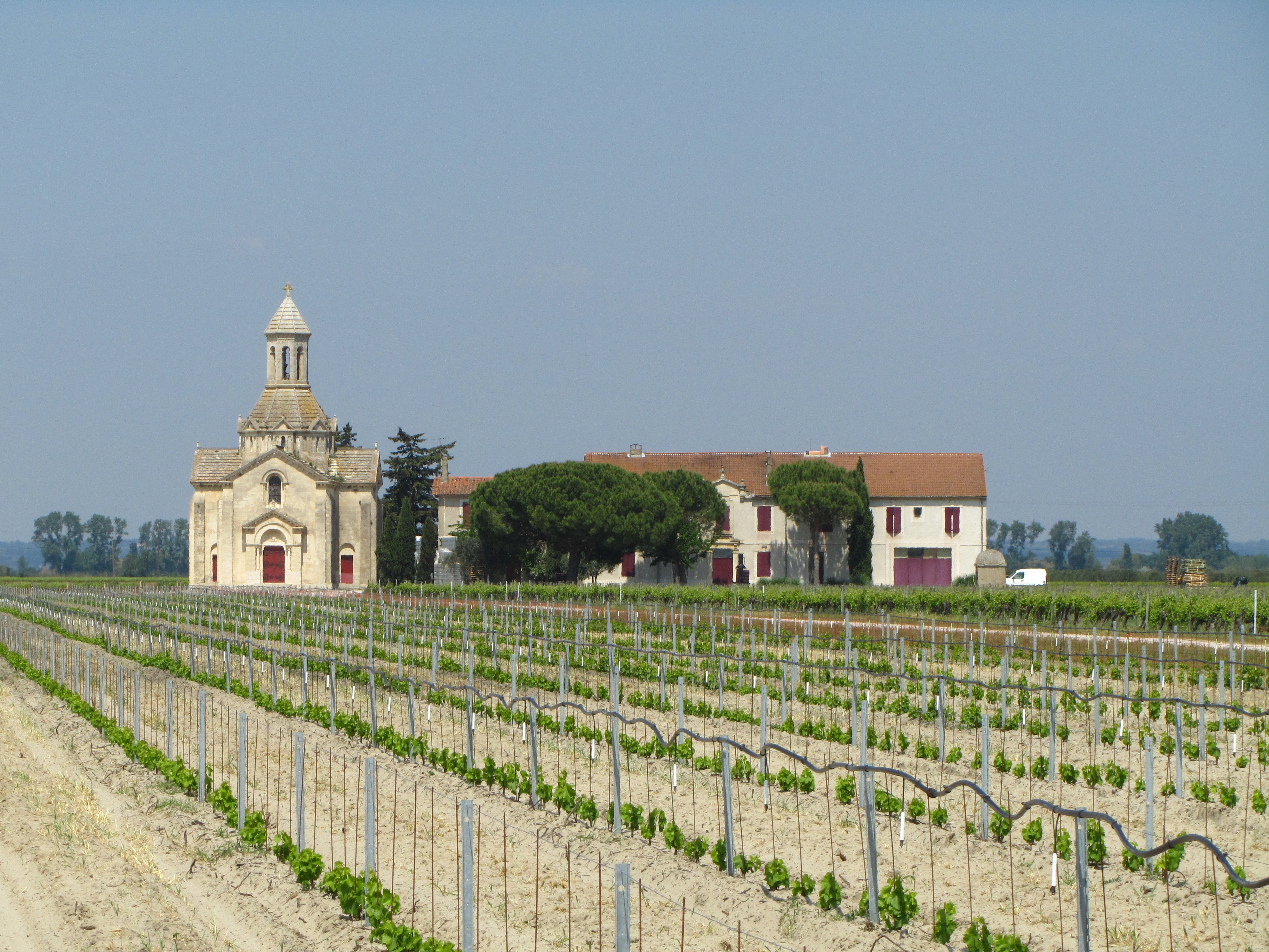
Propriété viticole en Petite Camargue

Par contre en Petite Camargue, la zone de production s'étend sur près de 3 000 hectares de vignes et permet d'obtenir le label IGP Sable-de-camargue. Il peut être revendiqué tant par les domaines indépendants, que par la cave coopérative avec ses 108 adhérents et Listel qui vinifie sa propre production et les raisins d'autres apporteurs locaux.
En Grande Camargue, seule la commune des Saintes-Maries-de-la-Mer avec sa zone côtière peut revendiquer cette labellisation pour ses vins. Les autres domaines, relevant de la commune d'Arles et de ses différents hameaux, et de celle des Saintes pour les parcelles exclues de l'IGP Sable de Camargue, sont labellisables en pays-des-bouches-du-rhône avec l'adjonction du nom de l’unité géographique Terre de Camargue.

## Labels IGP

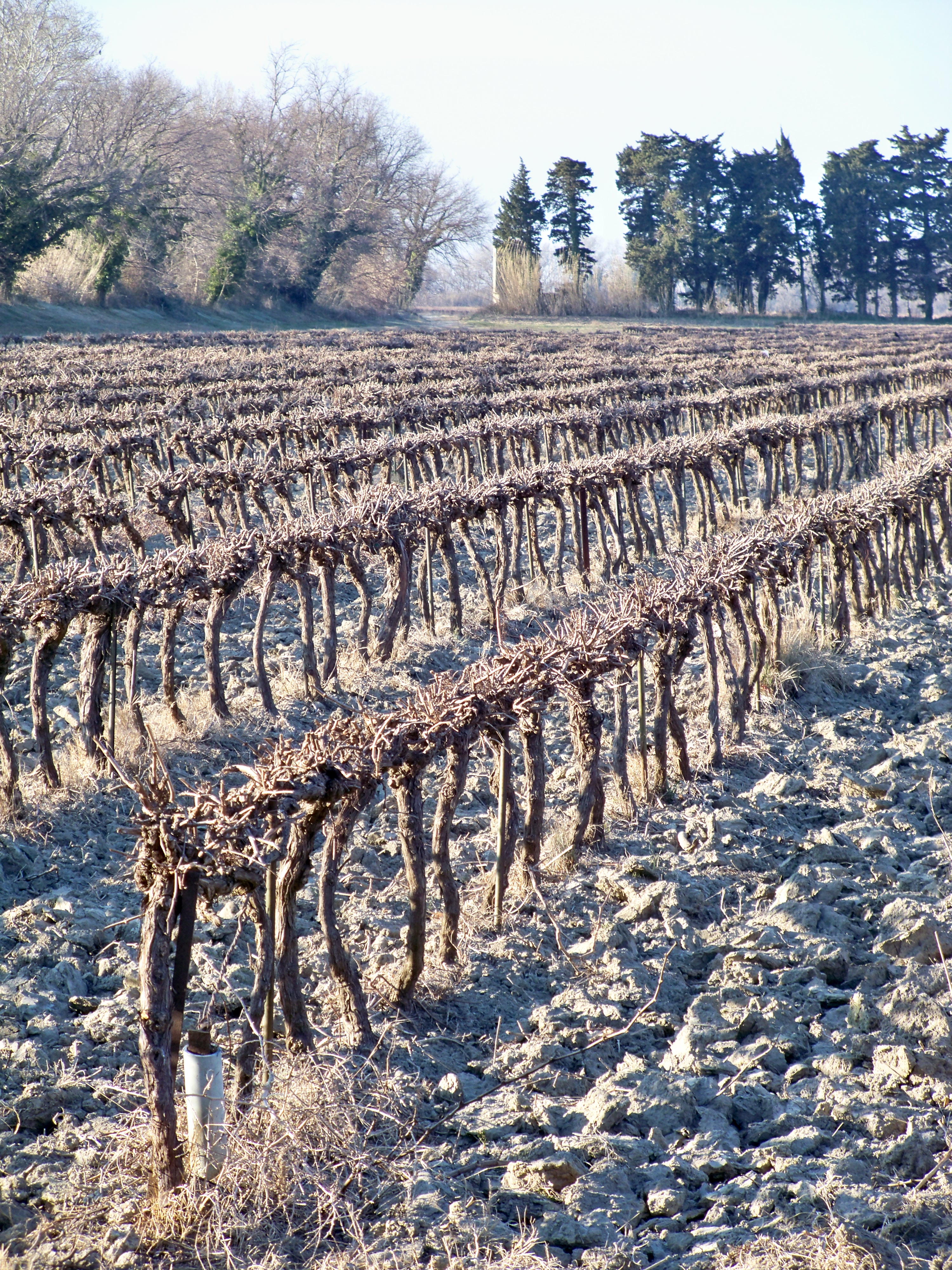
Vignes taillées mécaniquement

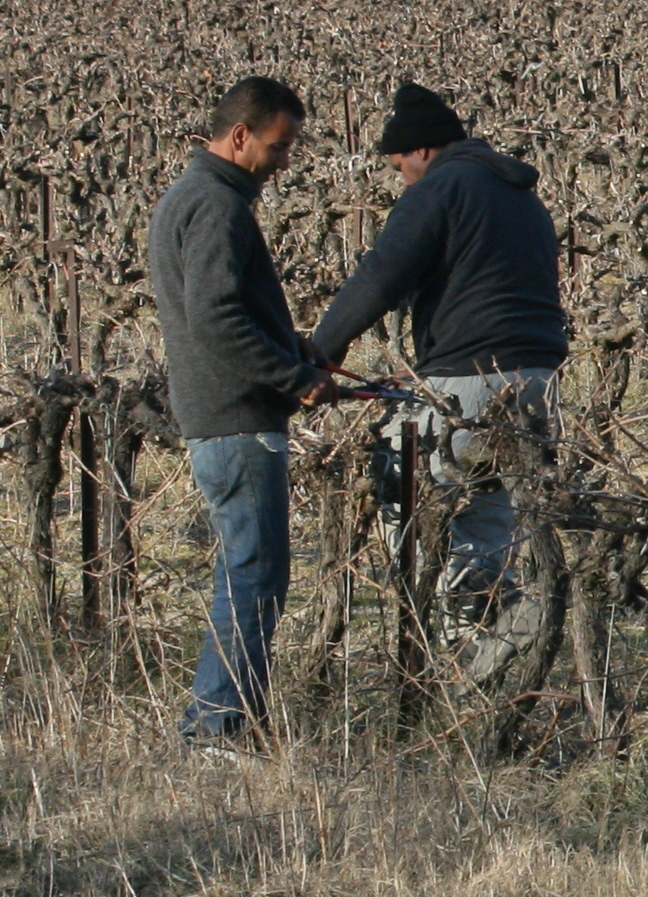
Taille traditionnelle de la vigne

La labellisation est soumise à un certain nombre d'obligations tant au point de vue cultural que réglementaire. Les vins de l'IGP Sable de Camargue doivent titrer minimum de 10,5 % pour les vins blancs et de 11 % pour les vins rouges, rosés, gris et gris de gris. Leur rendement maximum à l’hectare est de 80 hectolitres pour les vins rouges, de 85 hectolitres pour les vins rosés, gris et gris de gris et de 90 hectolitres pour les vins blancs et les vins mousseux rouges, rosés et blancs. Les vins rouges sont mis en marché quand la fermentation malolactique est achevée. Lors de leur embouteillage, les vins blancs et rosés avec la mention sur lie doivent n’avoir passé qu’un hiver en cuve ou en fût et se trouver encore sur leur lie.

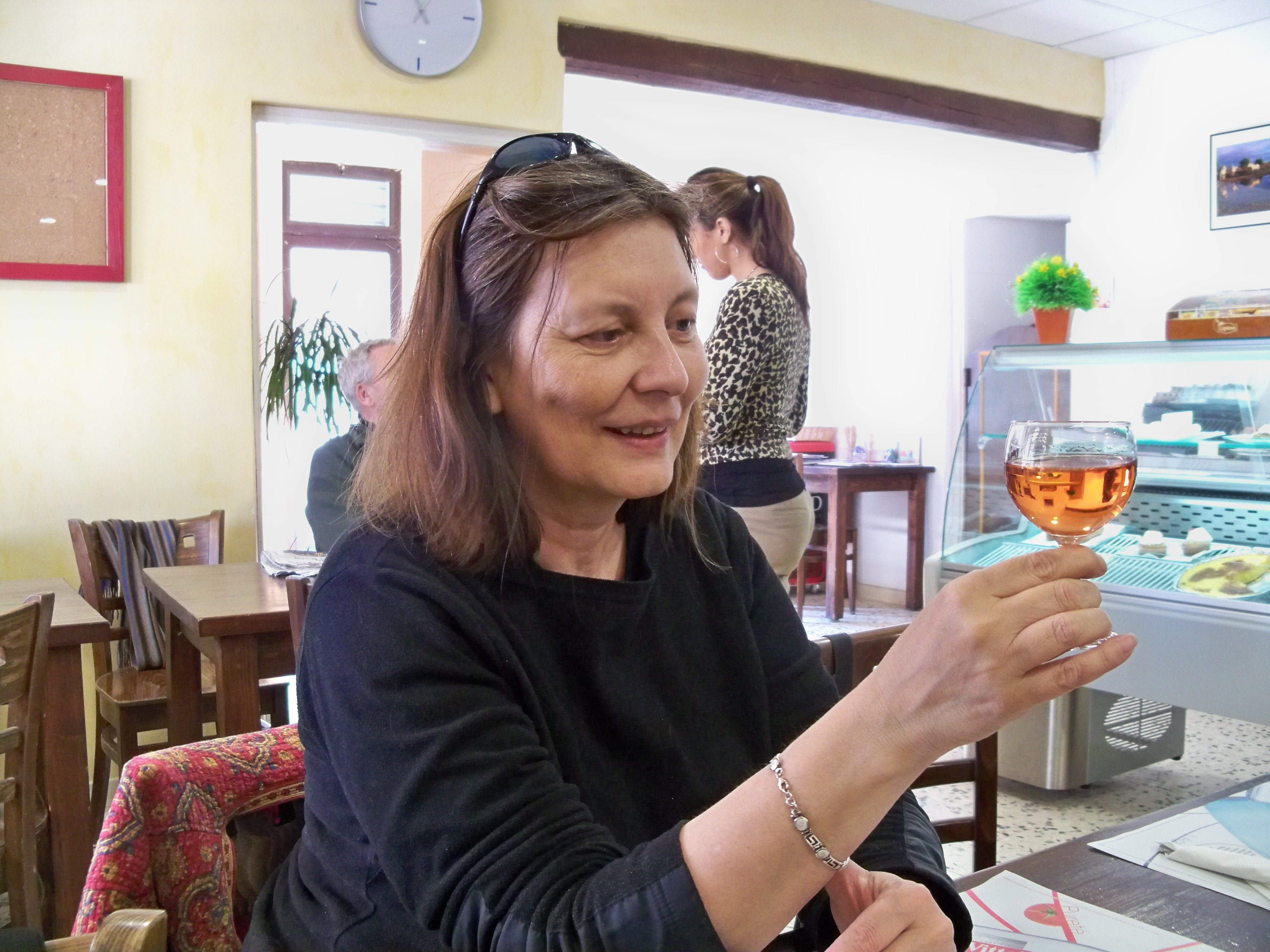
Dégustation en Camargue

La zone de production s'étend sur 12 communes littorales des départements de l’Hérault, du Gard et des Bouches-du-Rhône, à savoir Frontignan, Marseillan, Mauguio, Palavas-les-Flots, Sète, Vic-la-Gardiole, Villeneuve-lès-Maguelone, Aigues-Mortes, Le Grau-du-Roi, Saint-Laurent-d'Aigouze, Vauvert et les Saintes-Maries-de-la-Mer. Dans ces communes les vignes doivent être exclusivement cultivées sur les sables dunaires du cordon littoral. 
Les vins IGP Pays-des-bouches-du-Rhône Terre de Camargue ne doivent pas dépasser un rendement de 90 hectolitres à l'hectare et présenter un titre alcoométrique au moins égal à 9 %. Les vins blancs sont élaborés par pressurage direct, les vins rosés par pressurage direct et/ou macération pelliculaire. Quant aux vins rouges, généralement résultat d'assemblage, ils peuvent aussi être vinifiés en vins de cépage. Les mousseux sont obtenus par la méthode traditionnelle ou par la technique dite de cuve close.

## Les différents vins

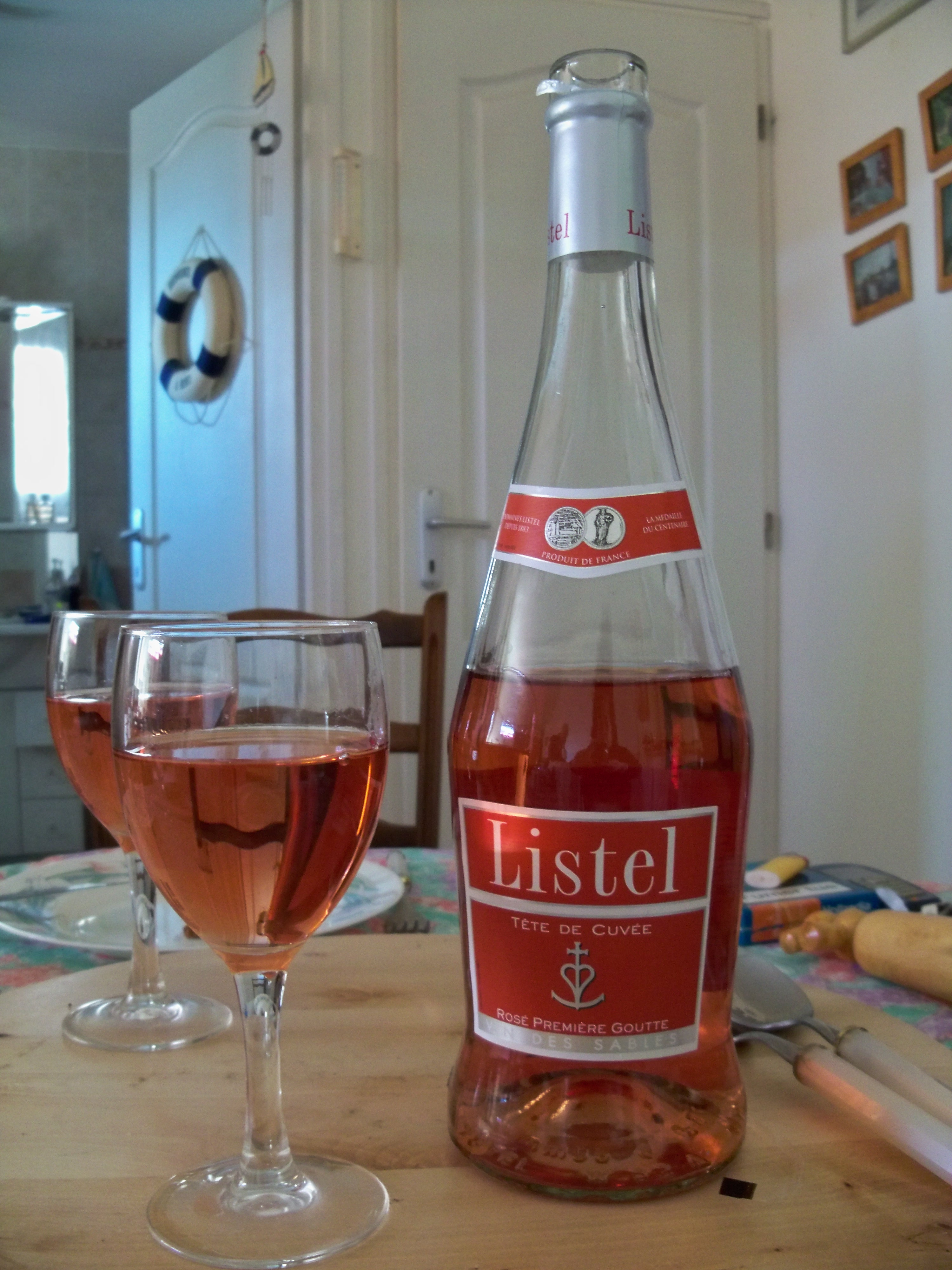
Listel - vin des sables

L'IGP Pays-des-bouches-du-Rhône Terre de Camargue permet la vinification de différents cépages qualitatifs tel que le merlot N, cabernet-sauvignon N, caladoc N, syrah N, marselan N, chardonnay B, viognier B, muscat à petits grains B, chasan B, sauvignon B, arinarnoa N et petit verdot N. Des cuvaisons courtes, en rouge, permettent d’offrir des vins fruités et gouleyants. La production en blanc ou rosé est parfaitement maîtrisée en préservant de la fraîcheur et l'expression aromatique (date de vendange choisie en fonction de la maturité phénolique, maîtrise des températures).
L'IGP Sable-de-camargue se décline en blanc, blanc mousseux, blanc primeur ou nouveau, blanc sur lie, gris, gris de gris, gris de gris primeur ou nouveau, gris de gris sur lie, gris primeur ou nouveau, gris sur lie, rosé, rosé mousseux, rosé primeur ou nouveau, rosé sur lie, rouge, rouge mousseux et rouge primeur ou nouveau. Ces vins, tout en finesse, se distinguent par leur délicatesse et leur légèreté. Leur complexité aromatique est due à l'assemblage de plusieurs cépages. Les rouges se caractérisent par la finesse de leurs tanins et leur fruité. Les gris, gris de gris et rosés, dont la production est majoritaire, se présentent dans une robe saumonée et jouent sur élégance et fraîcheur. Les  arômes des blancs s'expriment avec nuance et délicatesse. Les vins mousseux, tout en fraîcheur, mettent en exergue leur finesse, leur délicatesse et leur légèreté. 